# ЗИЛ-41045
ЗИЛ-41045 — автомобиль высшего класса с кузовом типа лимузин. Представляет собой очередной рестайлинг поколения ЗиЛ-114. Выпускался в 1983—1985 годах.
В 1982 году умер Леонид Ильич Брежнев и его на посту руководителя государства сменил Юрий Владимирович Андропов. По сложившейся традиции новый Генеральный секретарь ЦК КПСС должен был иметь новый автомобиль, но в связи с тем, что переход на новый модельный ряд (ЗИЛ-4104) был осуществлён в 1978 году, на ЗИЛе решили просто ограничиться обновлением внешнего вида автомобиля, учитывающим последние тенденции в автомобильном дизайне. Убрали хромированные накладки с колёсных арок, молдинг, идущий по порогу, перенесли выше — на двери, изменили переднюю часть кузова — решётку радиатора и фары, установили несколько иные задние фонари, ряд других внешних элементов, но в целом сам автомобиль остался прежним. Не поменялась ни ходовая часть, ни салон, ни кузов. Обновленный лимузин, получивший обозначение ЗИЛ-41045, выпускался с 1983 по 1985 год, до очередной смены Генерального секретаря ЦК КПСС, после чего был заменён очередной модернизированной версией, получившей индекс ЗИЛ-41047.

## В сувенирной индустрии
В журнальной серии «Автолегенды СССР» издательства «ДеАгостини» вышла модель ЗИЛ-41045.